# Ausschuss für Wohnen, Stadtentwicklung, Bauwesen und Kommunen
Der Ausschuss für Wohnen, Stadtentwicklung, Bauwesen und Kommunen ist seit seiner Einrichtung im Jahr 2021 während der 20. Legislaturperiode ein ständiger Bundestagsausschuss.

## Aufgaben
Der Ausschuss beschäftigt sich mit vielerlei Herausforderungen. Während einige Kommunen mit rückläufigen Bevölkerungszahlen und Leerständen zu kämpfen haben, geht es in Ballungsräumen darum, neuen und vor allem bezahlbaren Wohnraum zu schaffen. Im Ausschuss wird über Themenfelder wie Bauland, verschiedene Instrumente zur Unterstützung der Wohneigentumsbildung, sowie Programmen der Kreditanstalt für Wiederaufbau (KfW) diskutiert. Ein weiteres Themenfeld des Ausschusses sind die Förderprogramme des Bundes im Bereich der Städtebauförderung.

## Vorgängerausschüsse
In der Namensgebung des Ausschusses vor 2021 spiegelt sich seine Wandlung in Inhalten und Kompetenzen im Laufe der Jahre wider:
- Seit 2021: Ausschuss für Wohnen, Stadtentwicklung, Bauwesen und Kommunen
- 2017–2021: Ausschuss für Bau, Wohnen, Stadtentwicklung und Kommunen
- 1972–1998: Ausschuss für Raumordnung, Bauwesen und Städtebau
- 1969–1972: Ausschuss für Städtebau und Wohnungswesen
- 1965–1969: Ausschuss für Kommunalpolitik, Raumordnung, Städtebau und Wohnungswesen
- 1962–1965: Ausschuss für Wohnungswesen, Städtebau und Raumordnung
- 1957–1962: Ausschuss für Wohnungswesen, Bau- und Bodenrecht
- 1957: Ausschuss für Wohnungswesen und Bodenrecht
- 1949–1957: Ausschuss für Kommunalpolitik, Ausschuss für Wiederaufbau und Wohnungswesen und Ausschuss für Bau- und Bodenrecht

## Mitglieder

### 21. Legislaturperiode
Der Ausschuss setzt sich im 21. Deutschen Bundestag aus 30 Mitgliedern zusammen.
| CDU/CSU                             | AfD                    | SPD                       | Bündnis 90/Die Grünen      | Die Linke               |
| ----------------------------------- | ---------------------- | ------------------------- | -------------------------- | ----------------------- |
| Lutz Brinkmann                      | Carolin Bachmann       | Hendrik Bollmann (Obmann) | Timon Dzienus              | Caren Lay (Vorsitzende) |
| Wilhelm Gebhard                     | Marc Bernhard (Obmann) | Jürgen Coße               | Sylvia Rietenberg          | Katalin Gennburg        |
| Mechthild Heil                      | Olaf Hilmer            | Angelika Glöckner         | Hanna Steinmüller (Obfrau) | Sahra Mirow (Obfrau)    |
| Michael Kießling                    | Sebastian Münzenmaier  | Heike Heubach             | Kassem Taher Saleh         |                         |
| Axel Knoerig (stellv. Vorsitzender) | Volker Scheurell       | Philipp Rottwilm          |                            |                         |
| Jan-Marco Luczak (Sprecher)         | Otto Strauß            | Dirk Vöpel                |                            |                         |
| Lars Rohwer                         | Bastian Treuheit       |                           |                            |                         |
| Johannes Rothenberger               |                        |                           |                            |                         |
| Katja Strauss-Köster                |                        |                           |                            |                         |
| Emmi Zeulner                        |                        |                           |                            |                         |

### 20. Legislaturperiode
Der Ausschuss setzt sich im 20. Deutschen Bundestag aus 34 Mitgliedern zusammen.
| SPD                                                                  | CDU/CSU           | Bündnis 90/Die Grünen      | FDP                         | AfD                   | Die Linke              |
| -------------------------------------------------------------------- | ----------------- | -------------------------- | --------------------------- | --------------------- | ---------------------- |
| Bernhard Daldrup                                                     | Michael Breilmann | Anja Liebert               | Sandra Weeser (Vorsitzende) | Carolin Bachmann      | Susanne Hennig-Wellsow |
| Martin Diedenhofen                                                   | Mechthild Heil    | Karoline Otte              | Daniel Föst                 | Roger Beckamp         | Caren Lay              |
| Elisabeth Kaiser                                                     | Ronja Kemmer      | Kassem Taher Saleh         | Friedhelm Boginski          | Marc Bernhard         |                        |
| Kevin Kühnert                                                        | Michael Kießling  | Christina-Johanne Schröder | Rainer Semet                | Sebastian Münzenmaier |                        |
| Heiko Maas (bis 31. Dezember 2022) Emily Vontz (seit 1. Januar 2023) | Jan-Marco Luczak  | Hanna Steinmüller          |                             |                       |                        |
| Franziska Mascheck                                                   | Petra Nicolaisen  |                            |                             |                       |                        |
| Brian Nickholz                                                       | Lars Rohwer       |                            |                             |                       |                        |
| Timo Schisanowski                                                    | Emmi Zeulner      |                            |                             |                       |                        |
| Claudia Tausend                                                      |                   |                            |                             |                       |                        |
| Melanie Wegling                                                      |                   |                            |                             |                       |                        |

### 19. Legislaturperiode
Der Ausschuss setzte sich im 19. Deutschen Bundestag aus 24 Mitgliedern zusammen.
| CDU/CSU                      | SPD                      | AfD                | FDP                           | Die Linke       | Bündnis 90/Die Grünen     |
| ---------------------------- | ------------------------ | ------------------ | ----------------------------- | --------------- | ------------------------- |
| Mechthild Heil (Vorsitzende) | Bernhard Daldrup         | Marc Bernhard      | Daniel Föst                   | Kerstin Kassner | Christian Kühn (Tübingen) |
| Christian Hirte              | Elisabeth Kaiser         | Udo Hemmelgarn     | Hagen Reinhold                | Karen Larisch   | Daniela Wagner            |
| Michael Kießling             | Klaus Mindrup            | Frank Magnitz      | Marie-Agnes Strack-Zimmermann | Nicole Gohlke   | Britta Haßelmann          |
| Karsten Möring               | Ulli Nissen              | Tino Chrupalla     | Marcus Faber                  | Jessica Tatti   | Stefan Schmidt            |
| Eckhard Pols                 | Claudia Tausend          | Frank Pasemann     | Frank Sitta                   |                 |                           |
| Torsten Schweiger            | Sören Bartol             | Detlev Spangenberg | Manfred Todtenhausen          |                 |                           |
| Kai Wegner                   | Martin Gerster           |                    |                               |                 |                           |
| Anja Weisgerber              | Elvan Korkmaz            |                    |                               |                 |                           |
| Emmi Zeulner                 | Bettina Müller           |                    |                               |                 |                           |
| Sybille Benning              | Detlef Müller (Chemnitz) |                    |                               |                 |                           |
| Christian Haase              |                          |                    |                               |                 |                           |
| Ulrich Lange                 |                          |                    |                               |                 |                           |
| Jan-Marco Luczak             |                          |                    |                               |                 |                           |
| Petra Nicolaisen             |                          |                    |                               |                 |                           |
| Florian Oßner                |                          |                    |                               |                 |                           |
| Björn Simon                  |                          |                    |                               |                 |                           |
| Stephan Stracke              |                          |                    |                               |                 |                           |
| Alexander Throm              |                          |                    |                               |                 |                           |